# Giorgio Ficara
Giorgio Ficara (Torino, 20 giugno 1952) è un saggista e critico letterario italiano.
È professore emerito di letteratura italiana presso l'Università degli Studi di Torino.

## Biografia
Nato a Torino nel 1952, ha frequentato il Liceo classico dei Gesuiti di Torino. Allievo di Giovanni Getto, si è laureato all'Università degli Studi di Torino nel 1974 con una tesi su Gabriele D'Annunzio. Dal 1975 al 1981 è stato Assistente alla cattedra di Letteratura italiana tenuta dallo stesso Getto. Dal 1982 al 1999 è stato Ricercatore e Professore incaricato; dal 1999 al 2022 è stato Professore ordinario e titolare della cattedra di Letteratura Italiana presso l'Ateneo torinese.
È stato condirettore di Nuovi Argomenti (1989-1999) e critico militante di Panorama (1988 – 1997) e de La Stampa (1978 - 2012). Collabora ora al Domenicale de Il Sole 24 Ore ed è condirettore di Lettere italiane, rivista fondata da Vittore Branca e Giovanni Getto. È socio corrispondente della Fondazione Lorenzo Valla e della Fondazione Bembo. È direttore della http://www.fondazionedesanctis.it/premio.html e presidente del Premio De Sanctis Archiviato il 22 ottobre 2014 in Internet Archive. per la Saggistica.
Ha insegnato negli Stati Uniti all'Università della California, Los Angeles, all'Università di Stanford, all'Università di Chicago e alla Columbia University; a Parigi alla Sorbona e al Collège de France e in diverse università europee.
Interprete, storico della letteratura e dei sistemi filosofico-letterari, comparatista, si è occupato soprattutto di Francesco Petrarca, Giacomo Leopardi, Giacomo Casanova e della letteratura del Settecento europeo, di Alessandro Manzoni e del Novecento italiano, con particolare riferimento a Eugenio Montale e al dibattito sul romanzo.
La sua attività critica si colloca al confine tra la saggistica e la critica testuale e a servizio dell'ermeneutica dell'opera letteraria: “Perché la critica è sempre meno spiegazione e commento di un testo e sempre più alternativa a un testo che non c'è? Oppure: perché la critica stessa non è più necessaria a un'opera che si spiega tutta da sé? [...] Prosa d'applicazione, successiva alla prosa ‘originaria’ dello scrittore, quella del critico in effetti esiste perché l'altro esista di più”.
"Ficara è uno di quelli che pensano (e cercano di mettere in pratica) che la dote di scrittore non debba ritenersi affatto secondaria rispetto a quella professionale del critico. La scrittura è un modo diverso per parlare di letteratura, un modo più libero, o vertiginoso o compendiario per dire le stesse cose del critico. [...] A Ficara, incamminato per questa strada maestra, riescono difatti assai bene certi misti di narrazione e di saggismo, quei momenti e sprazzi in cui non sai se prevalga il narratore o il critico" (Gian Luigi Beccaria, Stile Novecento: il romanzo delle idee, "Tuttolibri-La Stampa", 16 giugno 2007, p. 5).
"Per Ficara ciò che conta è la sfida, fino allo scambio delle parti, fra gioco narrativo e conoscenza: 'gioco puro in Laurence Sterne', 'gioco piegato alla conoscenza in Alessandro Manzoni', 'gioco del sogno della conoscenza in Italo Calvino'. La finzione è al servizio della verità e la verità non esiste senza racconto e senza un 'incrociarsi dei punti di vista'. " (Alfonso Berardinelli, Il Novecento davanti a noi, Il Sole 24 Ore, 13 gennaio 2008, p. 37).

## Premi
- 1984 Premio Borgia per la Saggistica dell'Accademia Nazionale dei Lincei nel 1984
- 1993 Premio Lerici (per Solitudini)
- 1999 Premio Ischia (per Casanova e la malinconia)
- 2010 Premio Casinò di San Remo Libro del Mare (per Riviera)
- 2010 Premio Tarquinia-Cardarelli per la Critica Letteraria
- 2011 Premio per la Saggistica dell'Accademia Nazionale dei Lincei nel 2011

## Opere

### Monografie
- Solitudini. Studi sulla letteratura italiana dal Duecento al Novecento, Milano, Garzanti, 1993
- Il punto di vista della natura. Saggio su Leopardi, Genova, Il melangolo, 1996, ISBN 978-88-7018-303-0
- Casanova e la malinconia, Torino, Einaudi, 1999 , ISBN 9788806146214
- Stile Novecento, Venezia, Marsilio, 2007, ISBN 978-88-317-9221-9
- Riviera. La via lungo l'acqua, Torino, Einaudi, 2010, ISBN 9788806157302
- Montale sentimentale, Venezia, Marsilio, 2012, ISBN 978-88-317-1251-4
- Lettere non italiane, Milano, Bompiani, 2016, ISBN 8845282023
- Lettura del "Canto notturno", Torino, Einaudi ebook, i.c.s.
- Vite libertine, Milano, La nave di Teseo, 2021, ISBN 9788834606384
- Classici in cammino, Venezia, Marsilio, 2021, ISBN 9788829712861

### Edizioni e commenti
- Giuseppe Parini, Il Giorno, Milano, Mondadori, 1984, ISBN 9788804284024
- Alessandro Manzoni, I promessi sposi, Torino, Petrini Editore, 1986
- Giacomo Leopardi, Canti, Milano, Mondadori, 1987, ISBN 9788804531364
- Giacomo Leopardi, Operette Morali, Milano, Mondadori, 1988, ISBN 9788804557289
- Giacomo Leopardi, Lettere, Milano, Mondadori, 1991
- Francesco Petrarca, De vita solitaria, Milano, Mondadori, 1992
- Giacomo Leopardi, Memorie e pensieri d'amore, Torino, Einaudi, 1993, ISBN 9788806134235
- Francesco De Sanctis, Storia della Letteratura Italiana, Torino, Einaudi-Gallimard, 1996, ISBN 9788844600471
- Mario Praz, Bellezza e bizzarria. Saggi scelti, Milano, Mondadori, 2002, ISBN 9788804500698
- Con L. Marcozzi, Viaggio tra i capolavori della letteratura italiana, Milano, Skira, 2011, ISBN 9788857209944

### Saggi scelti
- Prefazione a Francesco Biamonti, Le parole e la notte, Torino, Einaudi, 2014, pp. i-xiv, ISBN 9788806218584
- Prefazione a Mario Novaro, Murmuri ed Echi, edizione critica a cura di V. Pesce, Genova, San Marco Giustiniani, 2011
- Lo spirito del luogo del Gattopardo, in Il Gattopardo at Fifty, a c. di D. Messina, Ravenna, Longo, 2010, pp. 69–72, ISBN 978-88-8063-648-9
- Petites maisons, in "Levia gravia", 12, 2010, pp. 211–215
- La filosofia della vita di Marziano Guglielminetti, in Atti del Convegno Marziano Guglielminetti. Un viaggio nella letteratura, a c. di C. Allasia and L. Nay, Torino, Edizioni dell'Orso, 2009, pp. 93–97
- Amici per l'eternità. Prefazione a Giorgio Caproni- Carlo Betocchi, Una poesia indimenticabile: lettere, 1936-1986, a c. di D. Santero, Lucca, Pacini Fazzi, 2007, pp. 5–8
- Cercatore d'infinito. Saggio su Luzi., in "Studi italiani", 16-17, 2005, pp. 9–14
- Francesco e la via difficile., in Francesco Biamonti: le parole, il silenzio. Atti del Convegno di Studi Francesco Biamonti: le parole, il silenzio, San Biagio della Cima, Centro culturale Le Rose; Bordighera, Chiesa anglicana, 16-18 ottobre 2003, a c. di A. Aveto and F. Merlani, Genova, Il melangolo, 2005, pp. 17 sgg.
- Homo fictus, in Franco Moretti (ed.), Il romanzo, vol. IV: Temi, luoghi, eroi, Torino, Einaudi, 2003, pp. 641–658
- Getto, Manzoni e l'aria di casa, in "Lettere italiane",  3, 2003, pp. 392–398
- Introduzione a Mario Praz, Bellezza e bizzarria. Saggi scelti, Milano, Mondadori, 2002, pp. i-lxxvi
- L'eternità infranta: illusionismi dannunziani., in "Lettere italiane", 3, 2002, pp. 149–170
- Introduzione a Francesco De Sanctis, Storia della letteratura italiana, a c. di G. Ficara, Torino, Einaudi-Gallimard, 1996, pp. ix-xxxii
- Introduzione a Giacomo Leopardi, Memorie e pensieri d'amore, Torino, Einaudi, 1993, pp. i-xlii
- Introduzione a Francesco Petrarca, De vita solitaria, a c. di G. Ficara, Milano, Mondadori, 1992, pp. v-xxxiv
- Su mari analoghi. Introduzione a Giacomo Leopardi, Operette morali, a c. di G. Ficara, Milano, Mondadori, 1988, pp. 5–27
- Il punto di vista della natura. Introduzione a Giacomo Leopardi, Canti, a c. di G. Ficara, Milano, Mondadori, 1987, pp. 7–33
- Le parole e la peste in Manzoni, in "Lettere italiane", 31, 1, 1981, pp. 3–37
- Renzo, l'allievo delle Muse, in "Lettere italiane", 19, 1, 1977, pp. 34–58